# زانکت میشل ایم بورگنلند
زانکت میشل ایم بورگنلند (به آلمانی: Sankt Michael im Burgenland) یک منطقهٔ مسکونی در اتریش است که در ناحیه گوسینگ واقع شده‌است. زانکت میشل ایم بورگنلند ۱٬۰۵۹ نفر جمعیت دارد.